# Nitrica
Nitrica (Hongaars: Rákosvölgyudvarnok) is een Slowaakse gemeente in de regio Trenčín, en maakt deel uit van het district Prievidza.
Nitrica telt 1.241 inwoners.